# Assassinio a Prado del Rey e altre storie sordide
Assassinio a Prado del Rey e altre storie sordide è una raccolta di racconti inediti di Manuel Vázquez Montalbán, pubblicata postuma, il cui protagonista è l'investigatore privato Pepe Carvalho, celebre personaggio creato dalla penna dell'autore catalano. I racconti sono ambientati a Madrid.

## Assassinio a Prado del Rey
Il primo dei quattro racconti che dà il titolo al libro, vede Pepe Carvalho alla ricerca del colpevole dell'omicidio di un regista TV spagnolo(Prado del Rey è la sede madrilena dell'ente televisivo pubblico).
La vittima non aveva apparentemente nemici (anche se pochi erano quelli che lo stimavano), non aveva posizioni politiche compromettenti (seppure l'origine basca lo avesse fatto “adottare” dall'ETA), non aveva relazioni sentimentali oltre al proprio tranquillo matrimonio (anche se la vocazione di vojeur era evidente da alcuni suoi film).
Il testimone più credibile viene ucciso e la polizia ostacola le indagini del detective, ma il figlio della vittima, leader di un complesso rock, mette quasi involontariamente sulla buona strada Pepe.

## Appuntamento mortale all' Up and Down
Racconto breve in cui il lussuoso locale Up and Down si trova a dover difendere la propria onorabilità dopo un omicidio annunciato che neanche Pepe riesce ad impedire.

## Jordi Anfruns, sociologo sessuale
La vita trasgressiva della giovane rampolla della famiglia Gispert potrebbe essere la causa della sua morte. Montse faceva la cubista ed il sociologo Anfruns era quasi ossessionato dall'idea di riportarla sulla buona strada, ma l'apparenza di una famiglia perfetta nasconde indicibili segreti.

## Il segno di Zorro
Racconto di “ordinaria” alienazione giovanile e di dolorosa vecchiaia, in cui è accidentale lo sfondo nell'ambiente della pornografia soft.